# 삼선슬리퍼

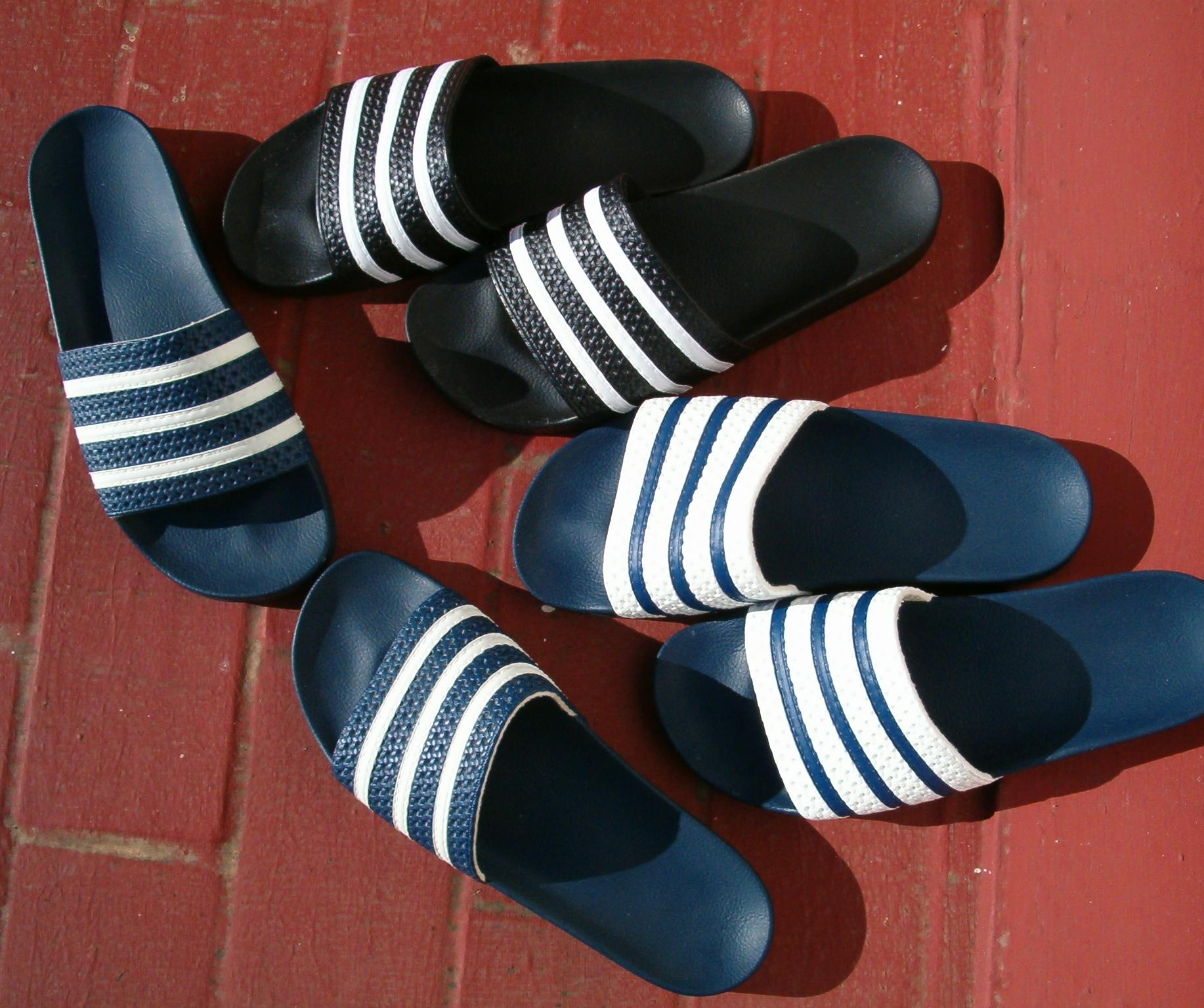

삼선슬리퍼는 희고 검은 무늬로 이루어진 줄이 세 개 그어진 슬리퍼이다. 아디다스 사의 아딜레테(Adilette)가 원조이다.